# Peter Swärdh

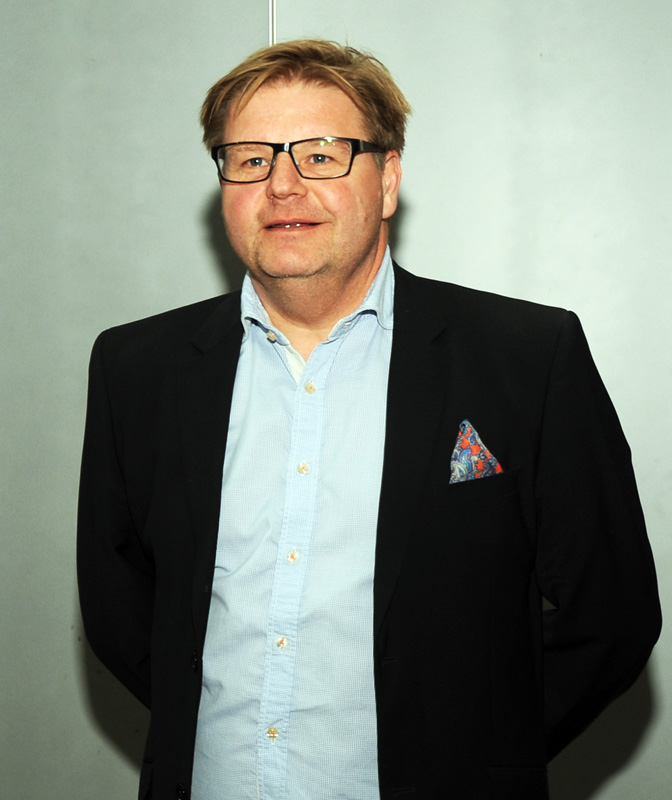
Swärdh im März 2015 beim Auftakttreffen zur Allsvenskan-Spielzeit 2015

Peter Swärdh (* 27. Februar 1965) ist ein schwedischer Fußballtrainer. Er betreute in seiner bisherigen Trainerkarriere Helsingborgs IF, Mjällby AIF, Åtvidabergs FF und Kalmar FF in der Allsvenskan.

## Werdegang
Swärdh spielte bei IFK Hässleholm als Abwehrspieler. Mit der Mannschaft spielte er zeitweilig in der zweithöchsten schwedischen Spielklasse, beendete jedoch frühzeitig seine aktive Karriere.
Nachdem Swärdh bei seiner ehemaligen Spielstation IFK Hässleholm und Högaborgs BK als hauptverantwortlicher Trainer amtiert hatte, übernahm er 2000 den Trainerposten der Nachwuchsmannschaft des Helsingborgs IF. Als Sören Cratz im August 2002 von seinem Amt als Cheftrainer des Klubs entbunden wurde – er hatte sich bei einer 1:3-Niederlage gegen seinen ehemaligen Klub Hammarby IF von den Stockholmer Fans bereitwillig feiern lassen –, rückte Swärdh nach. Unter seiner Leitung platzierte sich die Mannschaft in den folgenden Jahren im mittleren Tabellenbereich der Allsvenskan. Zufrieden mit seiner Arbeit und der Entwicklung der Mannschaft verlängerte der Klub im Sommer 2005 seinen Vertrag um weitere zwei Jahre. Mit der Zielsetzung sich unter den ersten vier Mannschaften zu platzieren in die Spielzeit 2006 gestartet, misslang der Mannschaft im Frühjahr der Saisonauftakt. Daraufhin entschied sich die Klubführung im Mai zum Trainerwechsel und installierte den bisherigen Nachwuchstrainer Hans Eklund als seinen Nachfolger auf der Trainerbank.
Im Dezember 2006 präsentierte der Zweitligist Åtvidabergs FF Swärdh als neuen Trainer, nachdem der vorherige Inhaber des Trainerpostens Kent Karlsson seinen auslaufenden Vertrag nicht verlängert hatte, und unterzeichnete mit ihm einen Zwei-Jahres-Kontrakt mit Option auf Verlängerung um eine weitere Spielzeit. In den Spielzeiten 2007 und 2008 belegte er mit der Mannschaft um Spieler wie Kristian Bergström, Pontus Karlsson und Daniel Hallingström jeweils den sechsten Tabellenplatz, ehe er nach Ablauf der zweiten Spielzeit demissionierte und innerhalb der Liga zu Mjällby AIF weiterzog. Mit seinem neuen Klub dominierte er die Zweitliga-Spielzeit 2009. Als Tabellenführer mit acht Punkten Vorsprung auf seinen vorherigen Klub Åtvidabergs FF führte er die Mannschaft um Marcus Ekenberg, Patrik Rosengren, Daniel Nicklasson und Mattias Asper in die erste Liga, wo sie in ihrem ersten Jahr als Tabellensechster überraschte. In den folgenden beiden Jahren platzierte sie sich unter seiner Leitung im hinteren Mittelfeld der Tabelle.
Im November 2012 wurde bekannt, dass Swärdh nach vier Jahren zum Jahreswechsel Mjällby AIF verlassen und zum Erstligaaufsteiger Åtvidabergs FF zurückkehren werde, wo er Andreas Thomsson ersetzte. In den folgenden beiden Spielzeiten belegte er mit der Mannschaft jeweils den achten Tabellenplatz. Mitte November 2014 lösten er und der Verein seinen Vertrag nach Saisonende in gegenseitigem Einverständnis frühzeitig auf. Wenige Tage später verpflichtete ihn der Ligakonkurrent Kalmar FF, bei dem er einen bis Ende 2016 gültigen Vertrag mit Option auf eine weitere Saison unterzeichnete. Nachdem er den Klub in der ersten Spielzeit im hinteren Mittelfeld vor dem Abstieg bewahrt hatte, erreichte er in der Spielzeit 2016 mit der Mannschaft den sechsten Tabellenplatz. Den Erfolg vermochte er jedoch nicht bestätigen, in der folgenden Spielzeit startete er mit lediglich acht Punkten aus den ersten zwölf Spielen – der schwächste Saisonstart des Klubs seit der Aufstockung der Liga auf 16 Mannschaften 2008. In der Folge trennte sich der Klub von ihm Mitte Juni 2017.